# 히다 사토시
히다 사토시(일본어: 飛弾 暁, 1984년 4월 18일 ~ )는 일본의 전 축구 선수이다.

## 구단 경력
과거 가와사키 프론탈레, 베갈타 센다이, 알비렉스 니가타 싱가포르, 츠바이겐 가나자와에서 활동하였다.